# 志村対応
数論で、志村対応（英語: Shimura correspondence）とは、ウェイトが半整数 k + 1/2 のモジュラー形式 F とウェイトが偶数 2k のモジュラー形式 f の間の対応関係をいう。この対応関係は、Goro Shimura (1973) により発見された。志村対応は、F 上のヘッケ作用素 Tn2 の固有値が、f 上のヘッケ作用素 Tn の固有値に等しいという性質を持つ。
f をウェイト (2k + 1)/2 で指標 χ である正則カスプ形式とする。任意の素数 p に対して、
{\displaystyle \sum _{n=1}^{\infty }\Lambda (n)n^{-s}=\prod _{p}\left(1-\omega _{p}p^{-s}+(\chi _{p})^{2}p^{2k-1-2s}\right)^{-1}}
とする。ここに ωp は p により決定されるヘッケ作用素 T(p2) の固有値である。
志村は、L-函数の函数等式を使い、
{\displaystyle F(z)=\sum _{n=1}^{\infty }\Lambda (n)q^{n}}
が、ウェイト 2k で指標 χ2 をもつ正則モジュラー函数であることを示した。